# Okole
Okole (tyska Okolla 1789, Okollo 1867, Schleusenau 1885) är en stadsdel i Bydgoszcz i Kujavien-Pommerns vojvodskap i norra Polen. Okole, som inkorporerades i Bydgoszcz år 1920, hade 11 290 invånare år 2012.